# Myair.com
La myair.com S.p.A. è stata una compagnia aerea a basso costo italiana, con sede a Vicenza, attiva dal 17 dicembre 2004 nei settori del trasporto passeggeri e con basi a Bergamo, Venezia e Bari.
Il 22 luglio 2009 l'ENAC ha sospeso la licenza per il trasporto passeggeri e cargo alla compagnia.
Il 3 febbraio 2010, il tribunale di Vicenza dichiara fallita la società.

## Storia
La compagnia nasce nell'autunno del 2004 per volontà di alcuni dirigenti (tra cui l'ex amministratore delegato, Vincenzo Soddu) provenienti dal Gruppo Volare, all'epoca in via di fallimento. Insieme a loro l'ex ministro dei trasporti Carlo Bernini e l'ex arbitro di calcio Luigi Agnolin. Molti di questi dirigenti sono tuttora indagati per la bancarotta fraudolenta di Volareweb.
La myair.com era controllata per il 99,67% dalla spagnola Lte International Airways, controllata a sua volta per il 60% dalla Triskel srl, controllata al 60% dalla MyHolding.
Da maggio 2007 la società MyHolding, è entrata nel consiglio di amministrazione di Darwin Airline con il 20%.
Il 21 luglio 2009 la compagnia rimane a terra con i suoi velivoli per mancato pagamento di tasse e tariffe aeroportuali, lasciando moltissimi passeggeri senza riprotezione in molti aeroporti italiani.
Il 22 luglio l'ENAC comunica di aver emesso un decreto d'urgenza con il quale sospende alla compagnia aerea myair.com S.p.a. la licenza provvisoria di esercizio per il trasporto aereo di passeggeri e merci che le era stata temporaneamente rilasciata il 25 giugno. 
La sospensione della licenza myair.com ha effetto dalle ore 00.01 del 24 luglio 2009.
A causa del fallimento della società controllante MyWay, dal 31 ottobre 2009 la compagnia è sottoposta ad amministrazione straordinaria (in base alla Prodi bis).
Con decreto n. 9/10 Reg. Sent., emesso in data 28/01/2010 dal Tribunale Civile Penale di Vicenza – Sezione fallimentare, depositato in cancelleria il 02/02/2010, è stato dichiarato il fallimento della società MYAIR.COM SPA.